# San Salvador (Arzúa)
San Salvador es una aldea española situada en la parroquia de Arzúa, del municipio de Arzúa, en la provincia de La Coruña, Galicia.

## Demografía
| Gráfica de evolución demográfica de San Salvador entre 2000 y 2018 |
|                                                                    |
| Datos según el nomenclátor publicado por el INE.                   |